# Аббатство Святого Стефана
Аббатство Сент-Этьенн (фр. abbaye Saint-Étienne), Мужское аббатство (фр. Abbaye aux Hommes) — бывшее бенедиктинское аббатство во Франции, в городе Кан (Нормандия). Вместе с женским аббатством Св. Троицы основано в 1059 году Вильгельмом Завоевателем. Закрыто в Великую французскую революцию, в настоящее время в бывших помещениях аббатства располагается муниципалитет, а бывшая монастырская церковь стала приходским храмом. В 1840 году аббатство включено в список культурного наследия Франции.

## История

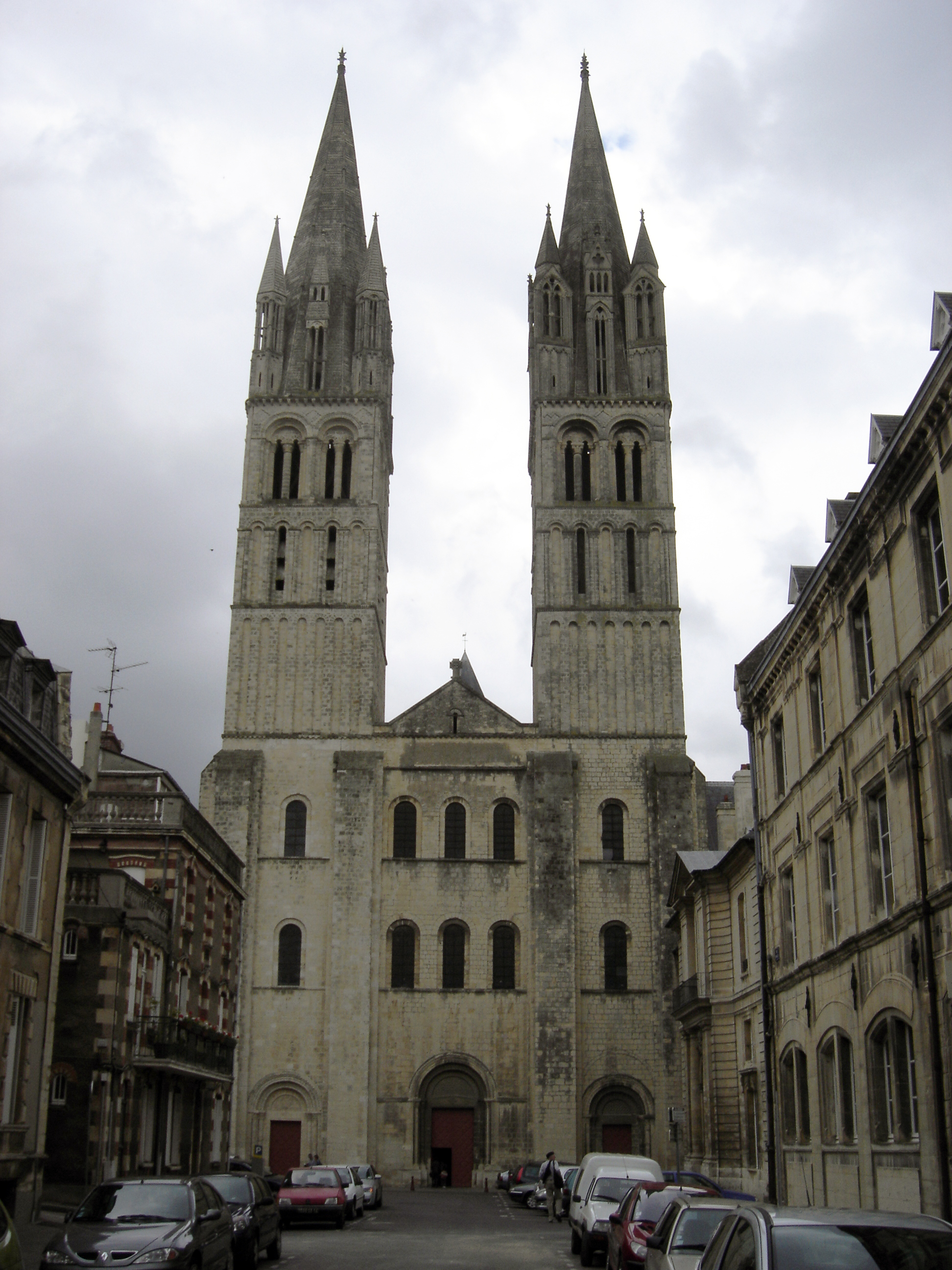
Главный фасад церкви Св. Стефана

Мужское аббатство Святого Стефана и женское аббатство Святой Троицы были основаны в 1059 году Вильгельмом Завоевателем и его женой Матильдой Фландрской в знак искупления за свой брак, который не должен был состояться по церковным законам из-за родства будущих супругов. Супруги были похоронены в основанных ими монастырях, Матильда в женском аббатстве, а Вильгельм Завоеватель в аббатстве Святого Стефана. С 1063 по 1070 год аббатом монастыря был Ланфранк.
Здания аббатства строились на протяжении нескольких столетий, главным строительным материалом был канский камень. Первоначально романское аббатство в ходе строительства и перестроек приобрело черты готики и классицизма. Между 1065 и 1083 годами была построена романская церковь Святого Стефана. В XIV веке сооружены княжеский дворец, гвардейский зал и монастырские укрепления.
В 1563 году мужское аббатство было разорено войсками гугенотов в ходе религиозных войн во Франции. Гробница Вильгельма была разорена, мраморный мавзолей уничтожен, а из останков короля сохранилась лишь берцовая кость, которая и была перезахоронена в церкви Святого Стефана.
В 1663 году пришедший в полный упадок монастырь перешёл к конгрегации мавристов (ветви бенедиктинцев), которые энергично принялись за восстановление в аббатстве строгой монашеской жизни и ремонт и расширение монастырских зданий. Клуатр, новое жилое здание для монахов и новая аббатская резиденция были завершены в середине XVIII века.

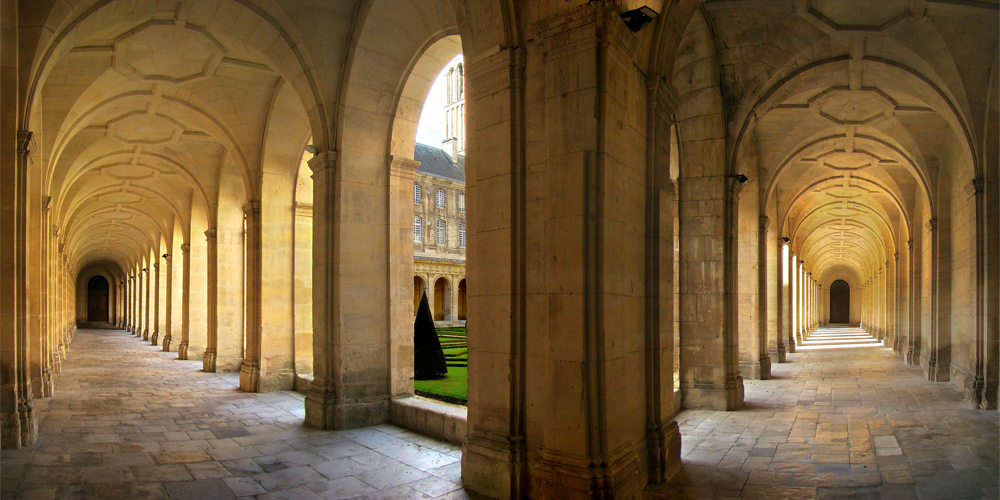
Клуатр

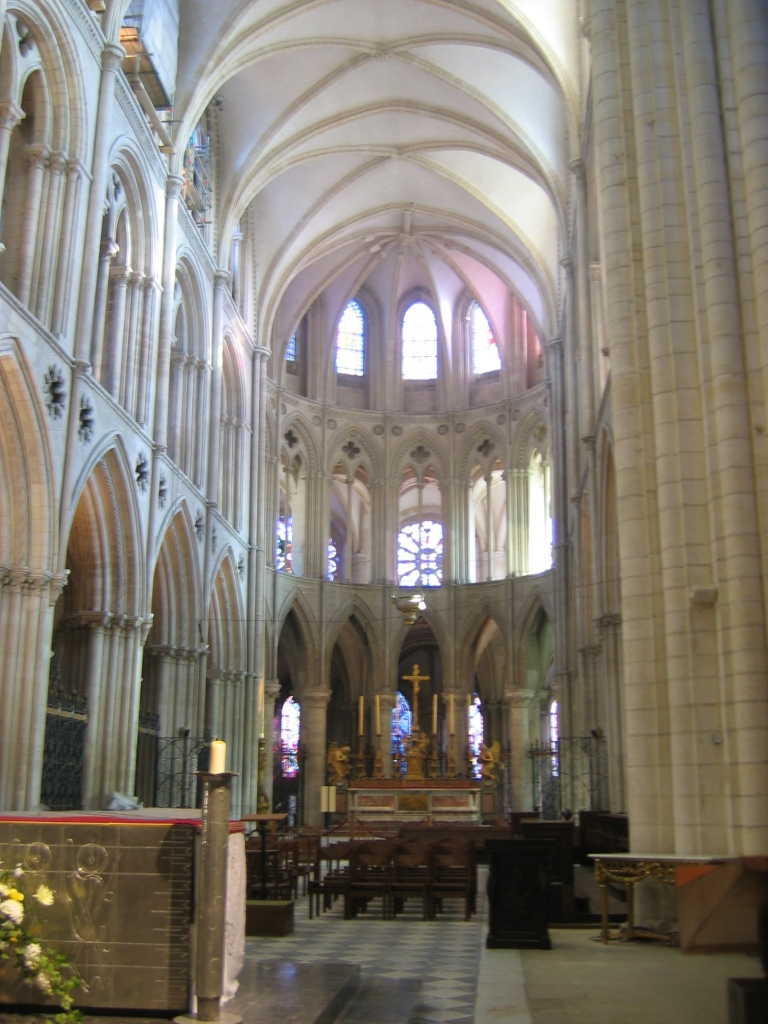
Интерьер церкви Святого Стефана

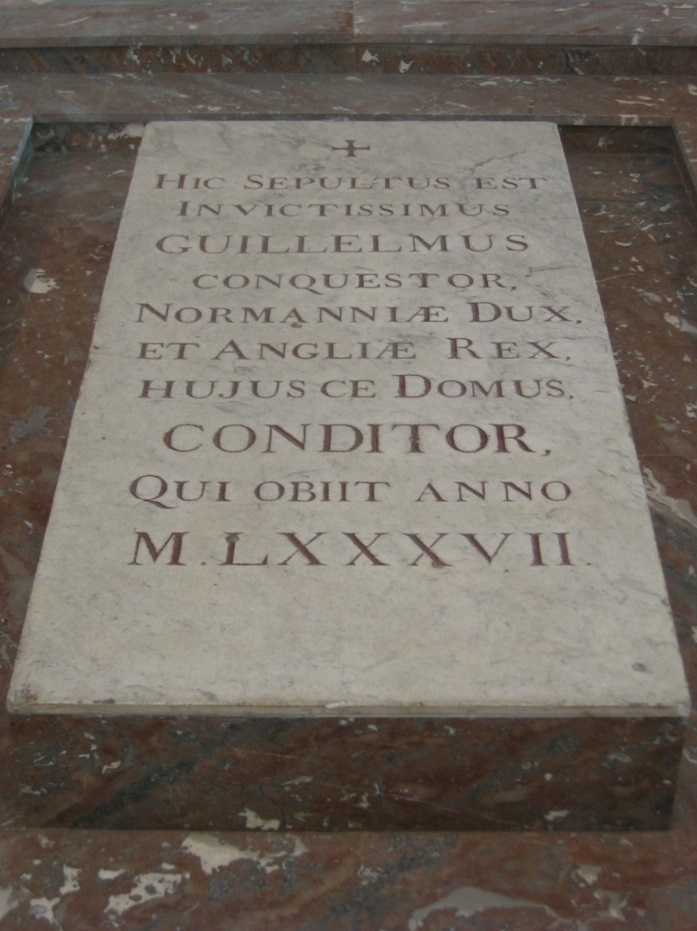
Могильная плита на гробнице Вильгельма Завоевателя

2 ноября 1790 года революционные власти закрыли монастырь, монахи были изгнаны. С 1793 по 1802 год церковь Святого Стефана служила местом культа Верховного Существа, в 1802 году переосвящена как католическая приходская церковь. Бывшее здание резиденции аббата с 1810 года было преобразовано в женский монастырь ордена визитанток. В прочих зданиях аббатства с 1806 года функционировал лицей, который назывался сначала Имперским лицеем, затем лицеем Малерба.
Во время Второй мировой войны в ходе битвы за Кан здания монастыря использовались как госпиталь и место для размещения беженцев. После войны в бывшем монастыре разместились службы муниципалитета.

## Здания
- Церковь Святого Стефана. Построена в романском стиле во второй половине XI века. В XIII веке над башнями романского фасада возведены готические колокольни высотой 80 и 82 метра. Главный неф имеет длину 56 метров, представляет собой хорошо сохранившийся образец нормандского романского стиля. Главный неф и два боковых состоят из восьми травей. Хоры церкви построены на рубеже XII и XIII столетий и содержат готические черты. Апсида церкви состоит из деамбулатория и 13 часовен. Могила Вильгельма Завоевателя разорялась дважды, в период религиозных войн и во время Великой французской революции, современная могильная плита установлена в 1802 году.
- Княжеский дворец (Le palais Ducal) — XIV век. Предназначался для размещения высокопоставленных визитёров аббатства.
- Гвардейский зал (La salle des Gardes)- XIV век. Служил как место проведения приёмов и заседаний.
- Пекарня (La Boulangerie) — XVII век
- Жилое здание монахов — XVIII век.
- Клуатр — XVIII век. Галереи, обрамляющие клуатр, строились с 1725 по 1741 года.
- Монастырь визитанток — XVIII век. Бывшее здание резиденции аббата.

## Расположение
Мужское аббатство находится к западу от исторического центра Кана и Канского замка симметрично по отношению к женскому аббатству, расположенному восточнее центра города и Канского замка. К аббатству Святого Стефана от центра ведут несколько улиц, включая старинные улицы Сен-Совёр и Сен-Пьер. Перед аббатством находится просторная эспланада Жана-Мари Лувеля. К востоку от аббатства находится церковь Нотр-Дам-де-ла-Глориет (XVII век).

## Современное состояние
Церковь Святого Стефана функционирует как приходская церковь, доступ свободный. В самом западном строении бывшего аббатства действует женский монастырь визитанток. Прочие строения бывшего мужского аббатства занимают службы муниципалитета, доступ в них разрешён с организованными экскурсиями (несколько раз в день).